# Hôtel Solvay

Hôtel Solvay là một ngôi nhà nằm ở số 224 đại lộ Louise, thành phố Bruxelles, Bỉ. Đây là công trình do kiến trúc sư Victor Horta thiết kế theo phong cách Tân nghệ thuật. Đây là một trong bốn công trình chính được thiết kế bởi kiến trúc sư Victor Horta thiết kế được UNESCO đưa vào danh sách di sản thế giới trong năm 2000.
Ngôi nhà này do Armand Solvay là con của nhà hóa học kiêm kỹ nghệ gia nổi tiếng người Bỉ Ernest Solvay ủy quyền cho kiến trúc sư Victor Horta thiết kế. Nhờ sự giàu có của chủ nhân ngôi nhà mà Horta có thể sử dụng các vật liệu quý và chi tiết đắt tiền. Ông thiết kế rất tỉ mỉ tới từng chi tiết nhỏ như thảm, đồ nội thất, ánh sáng, đồ dùng trên bàn ăn, thậm chí cả chuông cửa. Các vật liệu xây dựng rất đắt tiền được sử dụng như đá cẩm thạch, mã não, đồ đồng, gỗ vùng nhiệt đới... Để trang trí cầu thang, Horta đã cộng tác với họa sĩ chấm màu người Bỉ nổi tiếng Théo van Rysselberghe.
Hôtel Solvay và phần lớn giữ được sự lộng lẫy vốn có của nó là nhờ gia đình Wittamer.Họ đã mua ngôi nhà đó trong những năm 1950 và đã làm hết sức để bảo tồn và khôi phục lại ngôi nhà tráng lệ này. Hôtel Solvay ngày nay vẫn là tài sản thuộc sở hữu tư nhân, nên du khách chỉ có thể ghé thăm khi có lịch hẹn với điều kiện hết sức nghiêm ngặt. Cùng với ba công trình kiến trúc khác do Victor Horta thiết kế, tư gia này đã được UNESCO công nhận là Di sản thế giới từ năm 2000.